# Fannia stigi
Fannia stigi är en tvåvingeart som beskrevs av Knut Rognes 1982. Fannia stigi ingår i släktet Fannia och familjen takdansflugor. Arten är reproducerande i Sverige. Inga underarter finns listade i Catalogue of Life.